# Harappa
Harappa(este un sit arheologic din provincia Punjab, Pakistan, la aproximativ 24 km la vest de Sahiwal. Numele situlului se trage de la satul de astăzi situat în apropierea fostului curs al râului Ravi, care acum curge 8 km mai la nord. Satul Harappa de astăzi se află la mai puțin de 1 km de orașul străvechi. Deși Harappa de astăzi are o gară moștenită din perioada Indiei Britanice, acum este un orășel de 15.000 de locuitori pe o răscruce de drumuri. Nucleul civilizației harappane se întindea pe o zonă mare, din Gujarat la sud, prin Sindh și Rajasthan și pănâ în Punjab și Haryana. Numeroase situri au fost găsite în afara zonei centrale, inclusiv unele la est până în Uttar Pradesh și la vest până la Sutkagen-dor pe coasta Makran din Belucistan, nu departe de Iran.
Situl antic conține ruinele unui oraș fortificat din epoca bronzului, care făcea parte din civilizația harappană centrată pe Sindh și Punjab, și apoi din cultura Cimitirului H. Se crede că orașul a avut până la 23.500 de locuitori și a ocupat aproximativ 150 ha cu case de cărămidă în momentul său de maximă întindere în timpul fazei mature a Culturii Harappa (2600 î.Hr. – 1900 î.Hr.), fiind considerat mare pentru epoca sa.  Conform convenției arheologice de denumire a unei civilizații necunoscute anterior după primul său sit excavat, civilizația din Valea Indului este numită și Civilizația Harappa.
Orașul antic Harappa a fost grav prejudiciat în timpul cărmuirii britanice, când cărămizile din ruine au fost folosite ca balast de cale ferată în construcția căii ferate Lahore-Multan. În 2005 o schemă controversată a unui parc de distracții a fost abandonată atunci când constructorii au scos la iveală multe artefacte arheologice chiar la începutul lucrărilor de construcție.